# Festung Berlin

Idealisierte Stadtansicht (J.B.Schultz 1688, von Südwesten)

Die Festung Berlin ist die historische Stadtbefestigung von Berlin, die im 17. Jahrhundert ausgebaut wurde und die historischen Stadtteile Alt-Berlin, Alt-Kölln, Neu-Kölln und Friedrichswerder umfasste. Ihre Struktur lässt sich noch heute auf dem Stadtplan erkennen.

## Geschichte

### Dreißigjähriger Krieg
Der Plan zum Festungsbau entstand unter dem unmittelbaren Eindruck des Dreißigjährigen Krieges 1618–1648. Der noch junge Kurfürst Friedrich Wilhelm (der spätere „Große Kurfürst“) hatte in den letzten Kriegsjahren die Herrschaft übernommen.
Mit Ausnahme der Schlacht bei Wittstock hatten in der Mark Brandenburg keine größeren Kampfhandlungen stattgefunden. Berlin war völlig ungeschützt gewesen und eigentlich nur deshalb recht glimpflich davongekommen, weil in der ohnehin bitterarmen Mark Brandenburg wenig Beute zu machen war. Brandenburg wurde aber mehrfach von den verschiedenen Kriegsparteien besetzt, verbündete sich mit der jeweils mächtigeren Seite (erst mit der katholischen Kaiserpartei, anschließend mit den protestantischen Schweden), musste erhebliche Kontributionen zahlen und wurde auch sonst geplündert. Wallenstein lagerte 1627 in Bernau nahe Berlin; Berlin selbst war 1631 von den Schweden besetzt worden.
Die Residenzstadt hatte weder nennenswerte Truppen noch wirksame Verteidigungsanlagen. Selbst ohne Kämpfe war ein Drittel der Häuser Berlins beschädigt, die Bevölkerungszahl hatte sich halbiert.

### Militärischer Nutzen
Bereits beim Baubeginn war die Festung militärisch überholt: Die Artillerie wurde ständig weiterentwickelt, die Geschütze erzielten eine immer größere Reichweite. Ein Angreifer konnte jetzt aus gebührendem Abstand von der Festung über die Wälle hinweg jeden Punkt der Stadt beschießen, ohne dass ihn Gewehrfeuer oder andere leichte Waffen erreichen konnten.
Die Verteidiger hätten zwar auf den Bastionen ähnlich moderne Kanonen aufstellen können, jedoch hätten sie die Artilleriestellungen des Belagerers punktgenau treffen müssen; das war im Endbereich der Reichweite aber unmöglich und wäre nur gelegentlich reiner Zufall gewesen. Der Angreifer dagegen hätte nur irgendwo im Stadtgebiet einige Brandgranaten einschlagen lassen müssen, um die Stadt nach und nach völlig zu verwüsten. Die Wallanlagen schützten also perfekt gegen eine direkte Erstürmung, boten aber einer brennbaren, verwundbaren Stadt keinerlei Schutz mehr. Lediglich für militärische Zitadellen wie bei Spandau ergaben sie noch einen Sinn.
Während die Festung bestand, war das Gebiet der Mark Brandenburg nur von einem kurzen schwedischen Feldzug betroffen, der sicherheitshalber Abstand von Berlin hielt.

## Bau
Die Planungen und Vorbereitungen begannen 1650 unter dem niederländischen Baumeister Memhardt (Memhard). Die Festungsanlage entsprach dem damals in den Niederlanden üblichen Bastionärsystem nach italienischem Vorbild.
Die „Festung“ bestand im Prinzip aus Sandwällen, die mit Gräsern bepflanzt bzw. bewachsen wurden. Vor dem Wall entstand dadurch ein Graben, aus dem der Sand nach oben geschafft wurde. Der Graben wurde geflutet, der Bereich davor war ungeschützt der Waffenwirkung von den Wällen und Bastionen ausgesetzt.
Im Unterschied zu den bisherigen Türmen der mittelalterlichen Stadtmauer waren die Bastionen jetzt so groß, dass darauf mehrere Kanonen aufgestellt und in alle Richtungen gedreht werden konnten. Jeder Abschnitt der Wälle zwischen den Bastionen konnte von den Bastionen aus direkt beschossen, die Wand jeder Bastion von dem benachbarten Wall und der Nachbarbastion aus durch gezieltes Feuer gegen eine Erstürmung gesichert werden.
Zu weiteren Einzelheiten siehe auch Fachbegriffe Festungsbau.
Zunächst mussten die Flächen vor der Stadtmauer geräumt werden. Sämtliche Vorstädte waren bereits um 1640 niedergelegt worden, um freies Schussfeld wegen eines vermeintlichen Angriffs der Schweden zu schaffen.
Die Festungsanlagen auf der östlichen (Berliner) Seite wurden 1658–1662 zügig fertiggestellt. Auf der westlichen (Köllner) Seite zogen sich die Arbeiten aufgrund des sumpfigen Untergrundes am Werder länger hin und galten erst 1683 mit dem Bau des Leipziger Tores als abgeschlossen. Letztlich wurden sie hier aber nie vollendet, weil die Anlagen nicht mehr die projektierte Höhe erhielten.
Im Jahr 1680 wurde begonnen, die mittelalterliche Stadtmauer abzubrechen; der Festungsbau wurde 1683 endgültig eingestellt.
Um 1740 fing man an, die aufgeschütteten Wälle wieder einzuebnen. Die restlose Beseitigung aller Anlagen war erst am Ende des 19. Jahrhunderts abgeschlossen.

## Lage

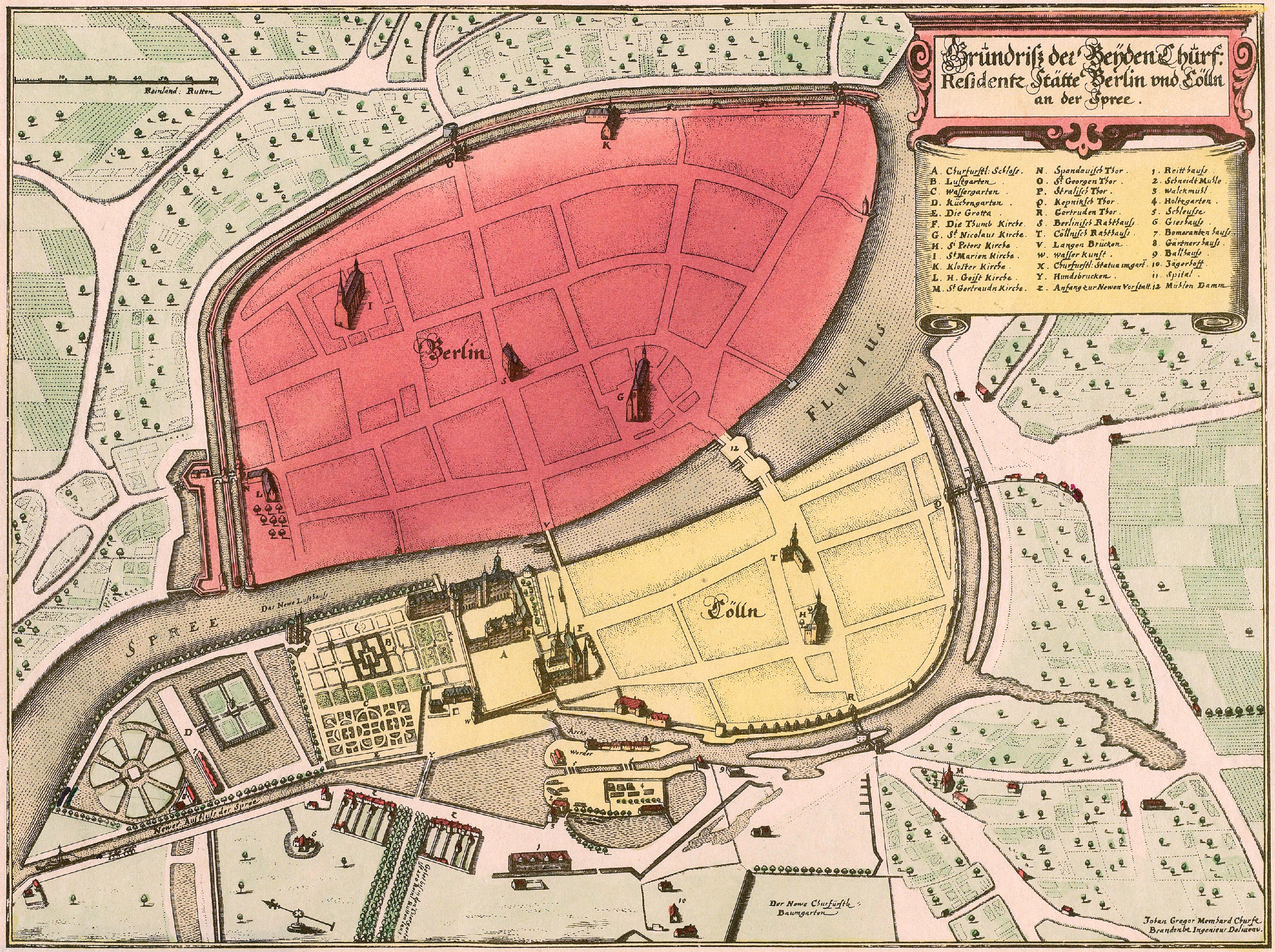
Mittelalterliche Stadtmauer (Memhardt 1652, Nordosten oben)

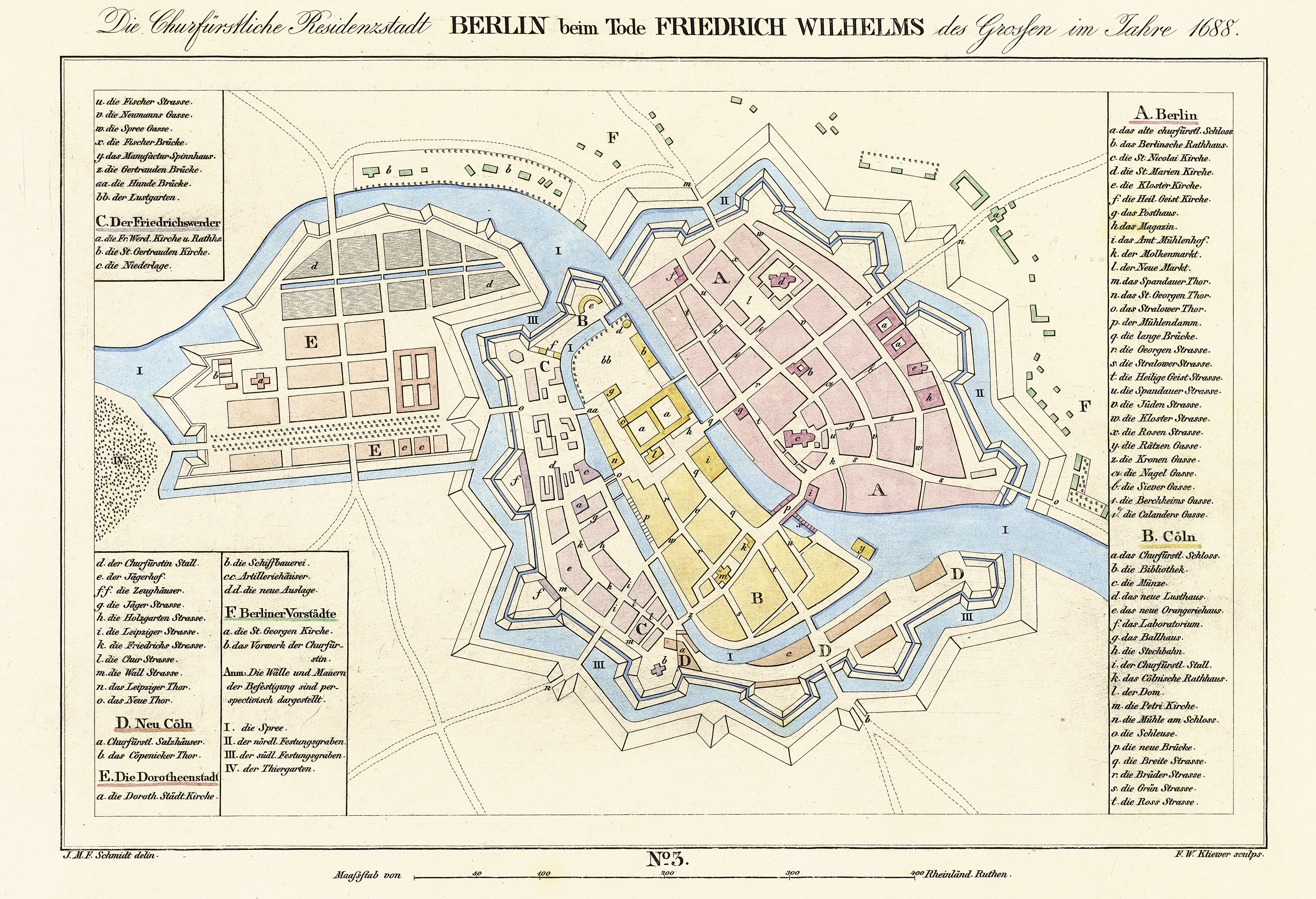
Stadtplan nach 1688; Dorotheenstadt so nicht befestigt

Die Befestigung befand sich außerhalb der mittelalterlichen Stadtmauer unter Einschluss des 1662 zur Stadt erhobenen Werder und der alten Vorstadt Neu-Kölln (Bastionen VI und VII). Bebauung und Straßen gegenüber den Festungsanlagen füllten den Raum und zeichneten den Verlauf später wie eine Matrize nach; eine durch ein Tor führende Straße blieb in ihrer Lage erhalten.
Nach der sich lange hinziehenden Beseitigung von Wällen und Gräben wurde in das nunmehr existierende Straßennetz hineingebaut; daher sind weite Bereiche bis heute erkennbar.
Die Festung erhielt fünf Tore und dreizehn Bastionen.

### Festungsgräben
Es gab zwei Festungsgräben. Der östliche verlief von der Oberspree am Stralauer Tor abgehend um Berlin herum bis zu seiner Mündung nahe am Spandauer Tor. Er wurde Königsgraben, im nördlichen Abschnitt auch Zwirngraben genannt. Einer der zahlreichen uralten Spreearme konnte dafür genutzt werden. Er war von der Oberspree kommend bis zum Stauwerk der Zwirnmühle (heute etwa am Hackeschen Markt) schiffbar. Der Königsgraben führte Mitte des 19. Jahrhunderts noch Wasser (genau genommen war es jedoch das Abwasser der erst ab den 1870er Jahren kanalisierten Stadt und die nahezu stehende Flüssigkeit roch jämmerlich.). Der Verlauf wurde begradigt, der Querschnitt verkleinert. Im Zusammenhang mit dem Bau der Stadtbahn durch Bahnbaumeister Ernst Dircksen auf diesem zusammenhängenden Grundstück wurde der Königsgraben zugeschüttet. Der leicht mäandernde Verlauf des Stadtbahnviadukts zeichnet die alten Bastionen VIII bis XIII bis heute nach.
Der westliche Festungsgraben, der sogenannte Grüne Graben, ging von der Oberspree an der Waisenbrücke ab, bildete die südliche Grenze von Neu-Kölln und die westliche Grenze von Friedrichswerder und mündete in Höhe der heutigen Dorotheenstraße in die Unterspree, nach Aufgabe der Festung in den Spreekanal, der in diesem Abschnitt Kupfergraben genannt wird. Wegen des unansehnlichen Aussehens des Grünen Grabens wurden auf den Brücken Kolonnaden erbaut. Die Mohrenkolonnaden (heute umbaut von den Gebäuden des Bundesjustizministeriums und des Instituts für Europäische Ethnologie der Humboldt-Universität) sind am originalen Standort erhalten. Die Spittelkolonnaden wurden im Zweiten Weltkrieg zerstört und der südliche Teil um 60 m nach Westen versetzt am heutigen Marion-Gräfin-Dönhoff-Platz wieder aufgebaut. Der Lindentunnel wurde im 1833 zunächst zugeschütteten Festungsgraben zwischen der I. und der II. Bastion angelegt. Er diente zur Kaiserzeit als Straßenbahntunnel. Ein Teilstück des Grünen Grabens war bis etwa 2005 zwischen Oper und Prinzessinnenpalais archäologisch freigelegt (heute vom Gartenlokal des Operncafé überdeckt). Allerdings handelt es sich dort wohl mehr um den begradigten Verlauf nach Räumung der alten Anlagen, der nur noch der Kanalisation diente. Unter dem Geschäftshaus Jägerstraße 28 ist ein Stück des überwölbten Festungsgrabens als Restaurant-Keller erhalten.

### Tore

#### Schloss / Neustädtisches Tor
Geografische Lage: 52° 31′ 3″ N, 13° 23′ 45″ O
Dieses Tor lag Unter den Linden vor der späteren Neuen Wache: Vor dem Tor befand sich ein Ravelin, das bis zum späteren Denkmal Friedrich II. reichte. Unmittelbar neben dem Zugang befand sich die I. Bastion.
Der hier leicht versetzte und verengte Verlauf der Straße Unter den Linden zeugt bis heute von der Festungsanlage.

#### Leipziger Tor
Geografische Lage: 52° 30′ 44″ N, 13° 23′ 59″ O

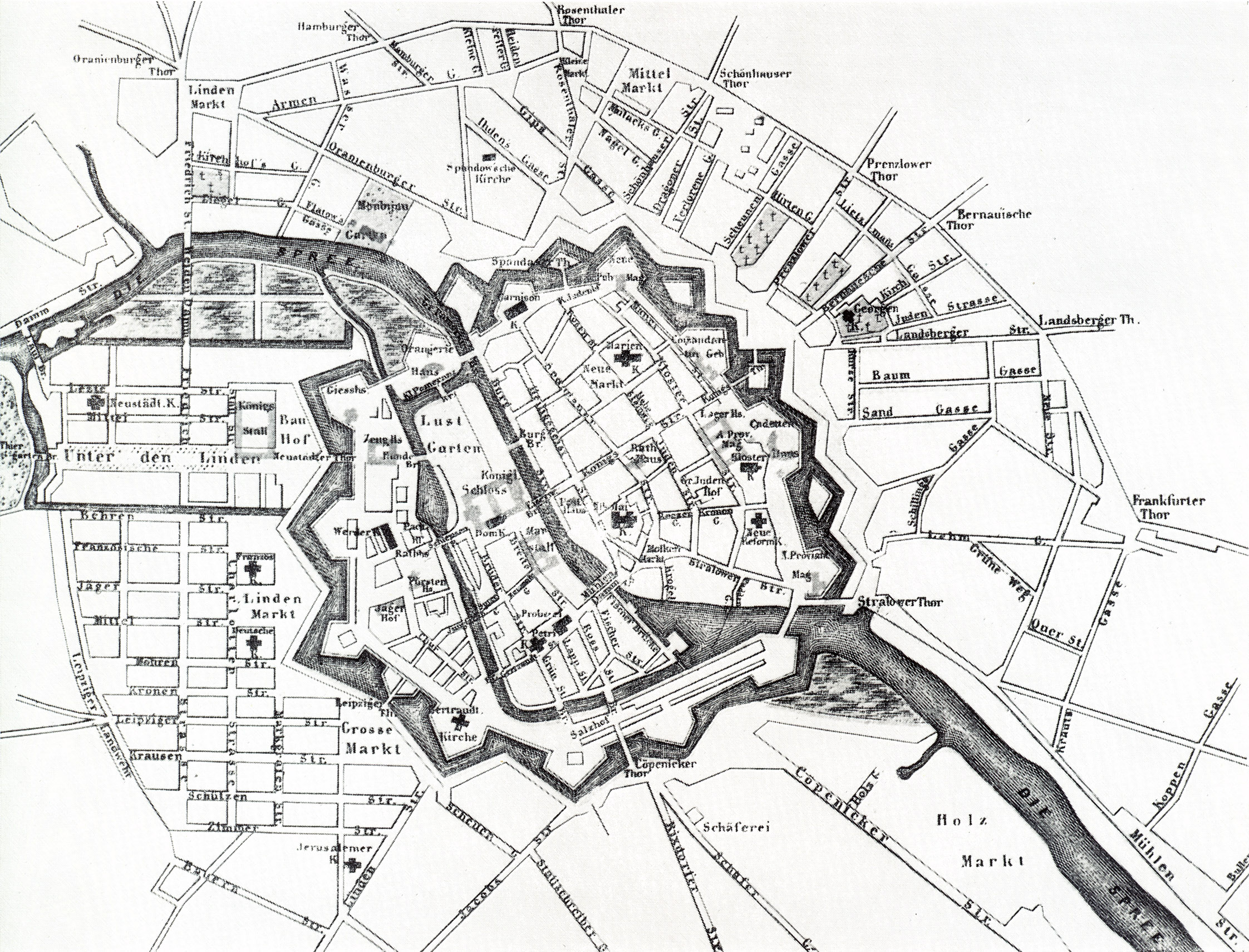
Plan von Berlin um 1710

Das Leipziger Tor ersetzte das Gertraudentor im Norden zwischen den Bastionen III (Hausvogteiplatz) und IV (Spittelmarkt). Das Leipziger Tor wurde 1683 fertiggestellt und 1738 abgerissen. Es war das schönste und repräsentativste aller Festungstore.
Die Alte Leipziger Straße führte von der später Jungfernbrücke genannte Spreegassenbrücke durch das Leipziger Tor zu einer noch älteren Leipziger Straße, die ungefähr dort schon im Mittelalter bestand und über den Spittelmarkt nach Leipzig führte. Durch den Neubau der Reichsbank wurde die Alte Leipziger Straße 1935 auf den Abschnitt Kurstraße bis Niederwallstraße verkürzt und im Rahmen des Wiederaufbaus nach dem Zweiten Weltkrieg 1969 gelöscht. Seit 2005/2006 gibt es ungefähr auf dem alten Straßenverlauf wieder einen entsprechenden Abschnitt.

#### Köpenicker Tor
Geografische Lage: 52° 30′ 41″ N, 13° 24′ 33″ O
Es lag vor dem Köpenicker Tor der Stadtmauer, jedoch auf der Neu-Köllner Seite in der Neuen Roßstraße, südöstlich der heutigen Wallstraße. Die Dresdener Straße führte von hier nach Dresden.

#### Mühlentor
Geografische Lage: 52° 30′ 55″ N, 13° 24′ 54″ O

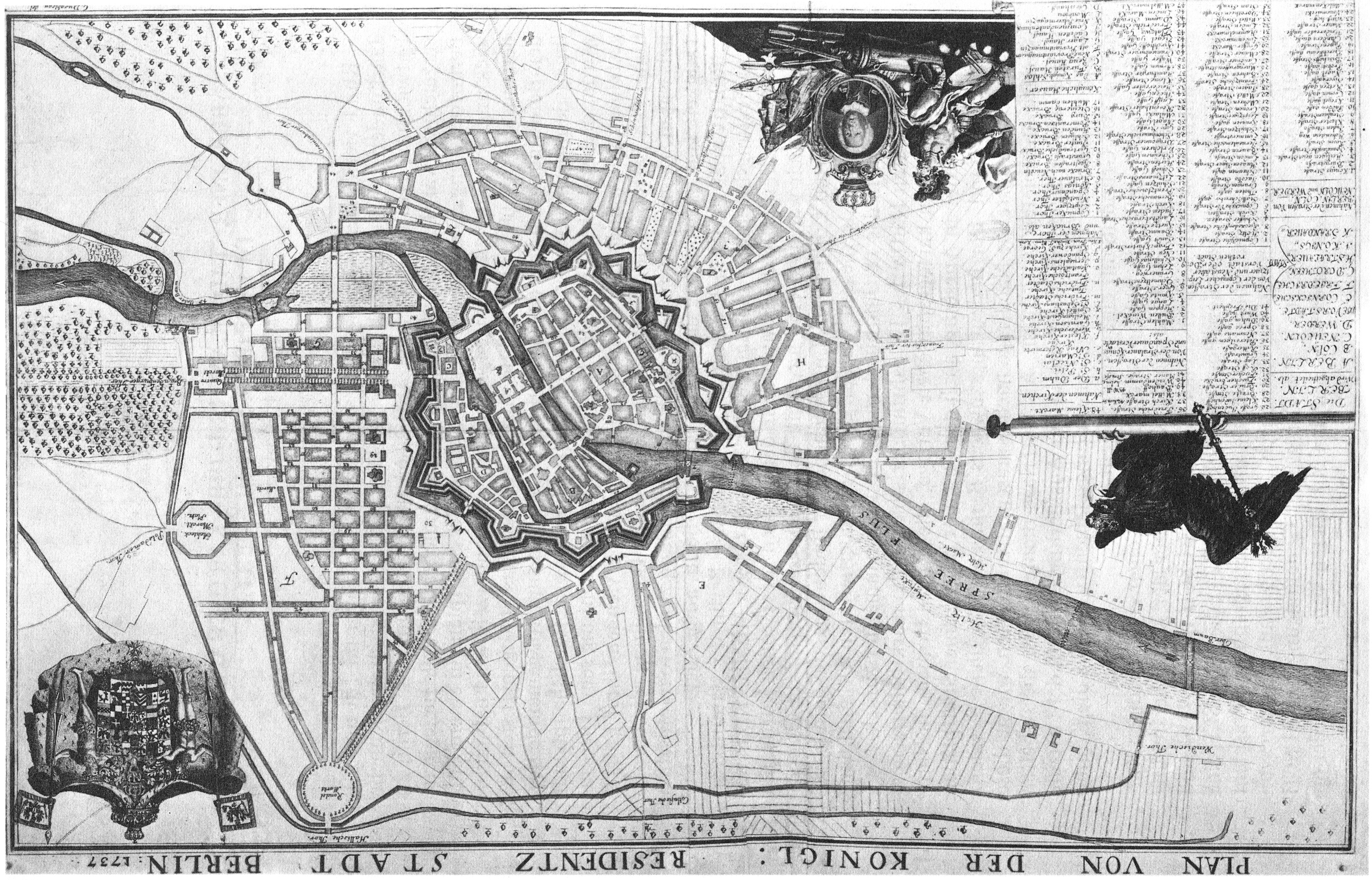
Plan von A. G. Dusableau (1737, Norden ist unten)

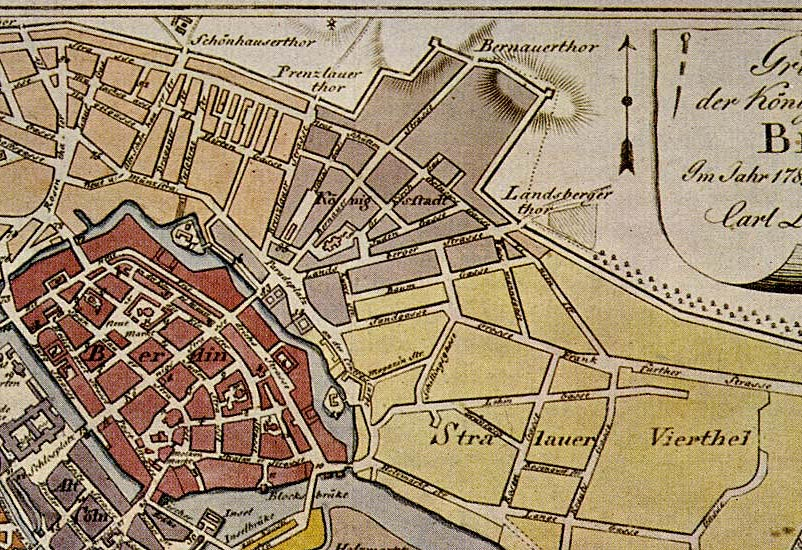
Königsstadt (1789)

Das Mühlentor lag am Spreeufer vor dem Stralauer Tor der Stadtmauer, auf der Stralauer Straße in Ufernähe etwa an der Ostseite der Waisenstraße.
Im August 1658 erfolgt der Auftrag zum Neubau an Memhard, 1660 wurde es fertiggestellt.
Die Verteidigungswirkung wurde durch eine lange offene Holzbrücke zwischen der Flanke der anliegenden VIII. Bastion und der Spree (heutiges Rolandufer) erreicht.

#### Georgentor
Geografische Lage: 52° 31′ 14″ N, 13° 24′ 43″ O
Es lag vor dem Georgentor bzw. Oderberger Tor der Stadtmauer, etwa auf der heutigen Gontardstraße. Die heutige Rathausstraße führte durch das Tor. Einer der Türme der Stadtmauer bildete zusammen mit einem Neubau die Sicherungsanlage. Vor dem Tor befand sich ein Ravelin, dessen Form vom Alexanderplatz in der Gestaltung bis zum Zweiten Weltkrieg aufgenommen wurde. Vom Tor aus mussten also auf zwei Brücken Wassergräben überquert werden. Der Zugang lag offen unmittelbar im Wirkungsbereich der X. Bastion.
Die Wassergräben, die die Schanze umgaben, wurden jedoch bald wieder zugeschüttet und ein Viehmarkt wurde angelegt (Ochsenmarkt oder Ochsenplatz benannt). Die gegenüberliegende Straße hieß noch bis 1819 An der Contreescarpe.
1701 wurde das Tor anlässlich der Krönung des Kurfürsten Friedrich zum König in Preußen in Königstor umbenannt, die Vorstadt in Königsstadt. Die Königsbrücke führte über den Königsgraben zum Tor. 1746 wurde es zwecks Stadterweiterung entfernt, jedoch bestanden von 1777 bis 1905 die Königskolonnaden von Gontard an dieser Stelle (heute im Kleistpark).

#### Spandauer Tor
Geografische Lage: 52° 31′ 23″ N, 13° 24′ 13″ O
Das Spandauer Tor war als Spandauer Brücke aus dem Verlauf der Spandauer Straße nach Nordosten gerückt. Der heutige Straßenverlauf gibt diese Situation unverändert wieder.
Vor dem Tor befand sich ein Ravelin, dessen Form noch durch den Platz vor dem Bahnhof Hackescher Markt abgebildet wird. Vom Tor aus mussten also auf zwei Brücken Wassergräben überquert werden. Die XII. Bastion konnte den gesamten Zugangsbereich direkt unter Beschuss nehmen.
Das alte Spandauer Tor auf dem späteren Garnisonkirchplatz wurde hinter der XII. Bastion funktionslos.

### Bastionen
Die angegebenen Koordinaten geben jeweils etwa die Lage der Spitze der Bastion wieder. Neben der Nummerierung trugen die Bollwerke auch Namen.

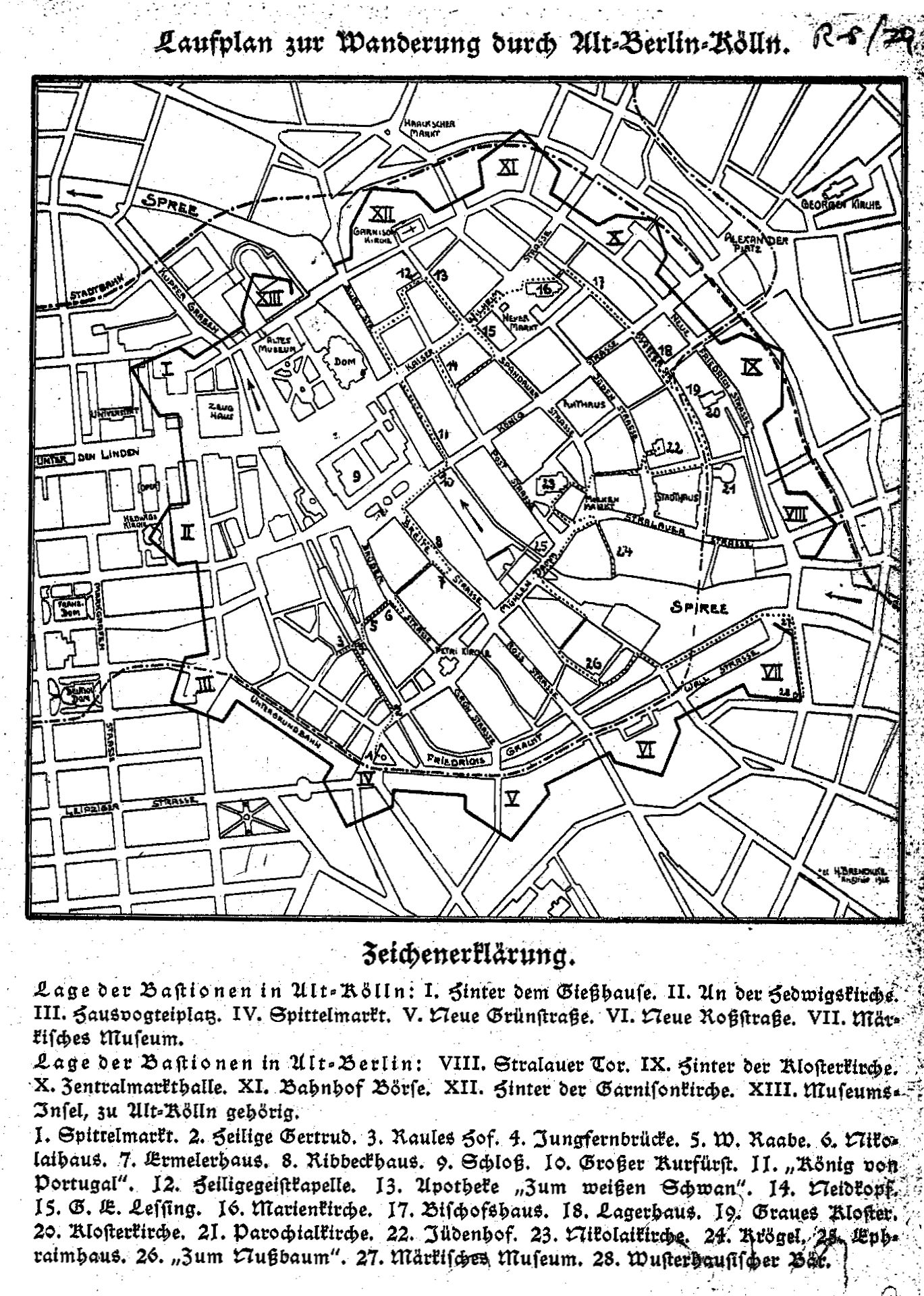
Lage der Bastionen im späteren Straßenraster

#### I. Leib-Garde-Bollwerk (Gießhaus-Bastion)
Geografische Lage: 52° 31′ 11″ N, 13° 23′ 38″ O
Die Straße Hinter dem Gießhaus, Maxim Gorki Theater und die Bauhofstraße gaben 2000 den Verlauf der Bastion noch wieder.
Das Zeughaus wurde am Rand der Bastion gebaut, auf der zuvor schon die brandenburgischen Kanonen gegossen wurden.

#### II. „Wittgensteinsches“ Bollwerk
Geografische Lage: 52° 30′ 57″ N, 13° 23′ 41″ O
Das Grundstück der Hedwigskirche geht auf diese Bastion zurück.

#### III. „Sparr“-Bollwerk (Jäger-Bastion)
Geografische Lage: 52° 30′ 46″ N, 13° 23′ 45″ O
Der Hausvogteiplatz stellt das Innere der Bastion dar.

#### IV. Gertrauden-Bollwerk (Spittel-Bastion)
Geografische Lage: 52° 30′ 39″ N, 13° 24′ 8″ O
Diese Bastion wurde um den Spittelmarkt und das Gertraudenspital herum gebaut. Das alte Gertraudentor wurde funktionslos, die Heerstraße nach Leipzig zum Leipziger Tor verschwenkt.
An der Außenseite wurde nach Zuschütten des Grabens der Dönhoffplatz angelegt. Bis zum Zweiten Weltkrieg war die Form der Bastion an der Randbebauung ablesbar. Mit der Zerstörung und dem autogerechten Wiederaufbau ist die Kontur zwar noch auf Stadtplan und Luftbild ablesbar, an Ort und Stelle aber nicht mehr erkennbar.

#### V. „Goltzsches“ Bollwerk (Salz-Bastion)
Geografische Lage: 52° 30′ 36″ N, 13° 24′ 20″ O
Seydelstraße und Neue Grünstraße bilden die Flanken, die Alte Jakobstraße verläuft auf der Außenseite des Grabens.

#### VI. „Rillenfortsches“ Bollwerk (Heubinder-Bastion)
Geografische Lage: 52° 30′ 40″ N, 13° 24′ 43″ O
Neue Jakobstraße: Biegung gegenüber Schmidstraße geht noch auf die Festung zurück; Straßenverlauf beim Wiederaufbau geändert.
Dahinter verlief noch der Grüne Graben.

#### VII. Bollwerk „im Sumpf“ (Köpenicker Bastion)
Geografische Lage: 52° 30′ 46″ N, 13° 24′ 55″ O
Die Spitze lag auf der Rungestraße Ecke Am Köllnischen Park.
Der Köllnische Park wurde auf diesem Grundstück angelegt, das Märkische Museum bewusst hier gebaut, um auf die Stadtgeschichte Bezug zu nehmen.

#### VIII. Stralauer Bollwerk
Geografische Lage: 52° 31′ 0″ N, 13° 25′ 5″ O
Nahe beim alten Mühlentor, etwa auf der heutigen Schicklerstraße.

#### IX. Kloster-Bollwerk (Hetzgarten-Bastion)
Geografische Lage: 52° 31′ 12″ N, 13° 24′ 56″ O
Hinter der Klosterkirche.
1693 wurde innerhalb der Bastion vom Baumeister Nehring (Nering) der Hetzgarten gebaut, ein Jagdtheater für Tierkämpfe. Das Gebäude wurde nach der Stilllegung des Hetzgartens von 1713 bis 1778 als zentrales Kadettenhaus genutzt.

#### X. „Siebenburgisches“ Bollwerk (Marien-Bastion, Kommandanten-Bastion)
Geografische Lage: 52° 31′ 21″ N, 13° 24′ 45″ O
Heute liegen der Bahnhof Alexanderplatz und das Galeria Kaufhof auf diesem Grundstück.
Im 18. Jahrhundert befand sich vor der Bastion die Kommandantur, also das Palais und Dienstgebäude des Stadtkommandanten; der Garten des Kommandantenpalais lag auf der Bastion.
Das Gebäude wurde 1751 als Geschenk Friedrichs II. für die erste preußische Porzellan-Manufaktur (Wegely) genutzt.

#### XI. Dragoner-Bastion
Geografische Lage: 52° 31′ 29″ N, 13° 24′ 24″ O
Dort wurden die Derfflinger-Dragoner stationiert. Später erinnerte noch der Straßenname Dragonerstraße (heute Max-Beer-Straße) daran.

#### XII. „Uffelnsches“ Bollwerk (Spandauer Bastion)
Geografische Lage: 52° 31′ 24″ N, 13° 24′ 5″ O
Die Neue Promenade / Große Präsidentenstraße bilden die Nordwestflanke der Bastion ab.
Hinter der Bastion wurde 1701–1703 die Garnisonkirche gebaut. 1751 wurden für die Anlage der Spandauer Vorstadt die Wälle wieder abgetragen und der Festungsgraben mit dem Material dieser Bastion verfüllt. Dafür wurde der Zwirngraben am Hackeschen Markt als Verkürzung des Grabens und zum Antrieb einer Zwirnmühle angelegt.

#### XIII. Lustgarten-Bollwerk
Geografische Lage: 52° 31′ 16″ N, 13° 23′ 48″ O
Noch 1679 wurde nördlich des Lustgartens auf dem bisherigen Botanischen Garten diese Bastion angelegt. Der Botanische Garten wurde in vergrößerter Ausdehnung beim Dorf Schöneberg neu angelegt – der heutige Kleistpark.
Heute befindet sich das Pergamonmuseum an dieser Stelle.